# Discografia di Annie Lennox

## Album
| Year | Album                       | UK | US | AUS | ITA | Vendite in UK                     | Vendite in U.S.                 |
| ---- | --------------------------- | -- | -- | --- | --- | --------------------------------- | ------------------------------- |
| 1992 | Diva                        | 1  | 23 | 7   | 1   | 4 dischi di platino (1.2 milioni) | 2 dischi di platino (2 milioni) |
| 1995 | Medusa                      | 1  | 11 | 5   | 5   | 2 dischi di platino (600,000)     | 2 dischi di platino (2 milioni) |
| 2003 | Bare                        | 3  | 4  | 10  | 9   | Disco d'oro (100,000)             | Disco d'oro (500,000)           |
| 2007 | Songs of Mass Destruction   | 7  | 9  | 41  | 5   |                                   | 432,000                         |
| 2009 | The Annie Lennox Collection | 2  |    |     | 4   |                                   |                                 |
| 2010 | A Christmas Cornucopia      |    |    |     |     |                                   |                                 |
| 2014 | Nostalgia                   |    |    |     |     |                                   |                                 |

## Singoli
| Anno | Titolo                                        | Posizione in classifica | Posizione in classifica | Posizione in classifica | Posizione in classifica | Posizione in classifica | Posizione in classifica | Posizione in classifica | Posizione in classifica | Posizione in classifica | Posizione in classifica | Album                                   |
| Anno | Titolo                                        | UK                      | IRL                     | US Hot 100              | US AC                   | US Dance                | CAN                     | AUS                     | ITA                     | SWI                     | SWE                     | Album                                   |
| ---- | --------------------------------------------- | ----------------------- | ----------------------- | ----------------------- | ----------------------- | ----------------------- | ----------------------- | ----------------------- | ----------------------- | ----------------------- | ----------------------- | --------------------------------------- |
| 1988 | Put a Little Love in Your Heart (w/ Al Green) | 28                      | 30                      | 9                       | 2                       | 29                      | 5                       | 6                       | —                       | 11                      | —                       | Scrooged soundtrack                     |
| 1992 | Why                                           | 5                       | 5                       | 34                      | 6                       | —                       | 7                       | 17                      | 1                       | 6                       | 10                      | Diva                                    |
| 1992 | Precious                                      | 23                      | —                       | —                       | —                       | —                       | —                       | 83                      | 14                      | 37                      | 28                      | Diva                                    |
| 1992 | Walking on Broken Glass                       | 8                       | 8                       | 14                      | 6                       | —                       | 1                       | 58                      | —                       | —                       | 31                      | Diva                                    |
| 1992 | Cold                                          | 26                      | —                       | —                       | —                       | —                       | —                       | 80                      | —                       | —                       | —                       | Diva                                    |
| 1993 | Little Bird / Love Song for a Vampire         | 3                       | 3                       | 49                      | —                       | 1                       | 7                       | 38                      | 7                       | 34                      |                         | Diva / Bram Stoker's Dracula soundtrack |
| 1995 | No More "I Love You's"                        | 2                       | 2                       | 23                      | 10                      | 1                       | 1                       | 16                      | 1                       | 14                      | 15                      | Medusa                                  |
| 1995 | A Whiter Shade of Pale                        | 16                      | 25                      | 101                     | —                       | —                       | 37                      | 56                      | —                       | 26                      | —                       | Medusa                                  |
| 1995 | Waiting in Vain                               | 31                      | —                       | —                       | —                       | —                       | —                       | —                       | —                       | —                       | —                       | Medusa                                  |
| 1995 | Something So Right (w/ Paul Simon)            | 44                      | —                       | —                       | —                       | —                       | —                       | —                       | —                       | —                       | —                       | Medusa                                  |
| 2003 | Pavement Cracks                               | —                       | —                       | —                       | —                       | 1                       | —                       | —                       | —                       | —                       | —                       | Bare                                    |
| 2003 | A Thousand Beautiful Things                   | —                       | —                       | —                       | —                       | 1                       | —                       | —                       | —                       | —                       | —                       | Bare                                    |
| 2003 | Wonderful                                     | —                       | —                       | —                       | —                       | 1                       | —                       | —                       | —                       | —                       | —                       | Bare                                    |
| 2007 | Dark Road                                     | 58                      | —                       | —                       | —                       | —                       | 39                      | —                       | 10                      | 45                      | —                       | Songs of Mass Destruction               |
| 2007 | Sing (w/ artisti vari)                        | 161                     | —                       | —                       | —                       | 18                      | —                       | —                       | —                       | —                       | —                       | Songs of Mass Destruction               |
| 2008 | Many Rivers to Cross                          | —                       | —                       | 80                      | —                       | —                       | 47                      | —                       | —                       | —                       | —                       | download single only                    |
| 2009 | Shining Light                                 | —                       | —                       | —                       | —                       | —                       | —                       | —                       | —                       | —                       | —                       | The Annie Lennox Collection             |
| 2009 | Pattern of My Life                            | —                       | —                       | —                       | —                       | —                       | —                       | —                       | —                       | —                       | —                       | The Annie Lennox Collection             |
| 2010 | Universal Child                               | —                       | —                       | —                       | —                       | —                       | —                       | —                       | —                       | —                       | —                       | A Christmas Cornucopia                  |
| 2010 | God Rest Ye Merry Gentlemen                   | —                       | —                       | —                       | —                       | —                       | —                       | —                       | —                       | —                       | —                       | A Christmas Cornucopia                  |

## B-side
| Anno | Canzone                    | Singolo                 |
| ---- | -------------------------- | ----------------------- |
| 1992 | Primitive                  | Why                     |
| 1992 | Step by Step               | Precious                |
| 1992 | Legend in My Living Room   | Walking on Broken Glass |
| 1992 | Don't Let Me Down          | Walking on Broken Glass |
| 1992 | The Gift                   | Cold                    |
| 1992 | River Deep - Mountain High | Cold                    |
| 1992 | Feel the Need              | Cold                    |
| 1995 | Ladies of the Canyon       | No More "I Love You's"  |

## Video
- 1992 - Totally Diva
- 1995 - Annie Lennox Live in Central Park
- 2009 - The Annie Lennox Collection